# 錢學孔
錢學孔（1482年7月7日—16世紀），字以時，浙江金華府金華縣人，明朝政治人物。

## 生平
錢學孔是正德十四年（1519年）浙江鄉試舉人，嘉靖二年（1523年）成進士，獲授大名推官，理刑公正而明允，嘉靖七年（1528年）選授為試福建道監察御史理刑，曾奉命巡視皇城和刷卷，曾上疏「專職守、嚴追併、時徵解、革賠補、清拖欠」五事；前往蘇松等處清軍，上奏行補伍法及清理查勘八件事。不久他巡按順天府，上疏「處種人、革冗員、禁科罰、革繁差」的地方興革四議，糾察守衛陵官軍冒領錢糧，並擒拿通州巨寇呂和、李台等人，並提出金華何、王、金許、四大儒應該從祀以尊崇正學。
嘉靖十四年（1535年），錢學孔陞任大理寺右寺丞，十六年（1537年）陞左寺丞，次年（1538年）再陞為大理寺右少卿，原擬再擢任保定巡撫，卻因為雷變而自陳以病致仕，回鄉後以孝友著名，歷官二十多年家中蕭然，上級可憐他而建屋讓他居住。

## 家族
曾祖父錢注，祖父錢昇，父親成化十年舉人、順慶府同知錢頴，母親朱氏，繼母金氏，妻子王氏。

## 引用
1. 1 2  光緒《金華縣志·卷八·人物第三》：錢學孔，字以時，嘉靖二年進士，大名府推官，持廉秉公，鞠獄明允，召為御史巡視皇城，奉差刷卷，疏上「專職守、嚴追併、時徵解、革賠補、清拖欠」五事；清軍蘇松等處，奏行補伍之法，又疏清理查勘等八事。差滿復上「處撫臣以親提督，議憲臣以便巡歷，責巡江以專寧輯，設兵備以兼清理」四事；尋按順天，疏上地方興革四議，處種人、革冗員、禁科罰、革繁差也，並報聞守衛陵官軍欺冒錢糧立奏正罪，擒通州巨蠹呂和、李台等置之法，又嘗疏金華何王金許四大儒宜從祀，以崇正學。擢大理寺少卿，僉都御史巡撫保定，會雷變自陳引疾歸，家居以孝友稱，歷官二十餘年蕭然四壁，有司憐而卜築居之。 舊志
2. ↑  光緒《金華縣志·卷六·人物第三》：（正德）十四年己卯（舉人） 錢學孔……（嘉靖）二年癸未姚淶榜 錢學孔 有傳
3. ↑  《明世宗肅皇帝實錄·卷九十》：（嘉靖七年七月）乙酉選授行人鄭濂，推官陸夢麟、錢學孔、張心，知縣楊紹芳、王朝用、郭弘化、須瀾、張鳳翀、賈世祥俱試御史理刑。
4. ↑  《明世宗肅皇帝實錄·卷一百七十七》：（嘉靖十四年七月戊子）……陞吏部考功司郎中李邦直為太僕寺少卿，福建道監察御史錢學孔為大理寺右寺丞。
5. ↑  《明世宗肅皇帝實錄·卷二百五》：（嘉靖十六年十月己未）陞大理寺右寺丞錢學孔為左寺丞。
6. ↑  《明世宗肅皇帝實錄·卷二百十二》：（嘉靖十七年五月）辛巳陞大理寺左寺丞錢學孔為本寺名【右】少卿。
7. ↑  《嘉靖二年癸未科進士登科錄》：錢學孔。貫浙江金華府金華縣，民籍。縣學生。治《詩經》。字以時，行一百二十一，年四十二，六月二十三日生。曾祖注。祖昇。父頴，府同知，進階朝列大夫。母朱氏，繼母金氏。慈侍下。兄學徽、學祖。弟學師。娶王氏。浙江鄉試第七十七名，會試第二百五十八名。